# 1864 - Danmarks skæbneår
1864 - Danmarks skæbneår er en dansk dokumentarfilm fra 1957 med instruktion og manuskript af Johannes Fabricius. Filmen handler om 2. slesvigske krig i 1864.

## Handling
Efter en kort indføring i den politiske baggrund redegøres for Dannevirkestillingens betydning militært og politisk. Man følger de menige troppers vanskeligheder i stillingen, slaget ved Mysunde og kampen mod østrigerne. Baggrunden for de Mezas beslutning om at rømme Dannevirke klarlægges, og man følger på nært hold tilbagetoget og den efterfølgende træfning ved Sankelmark. På Dybbøl følger vi soldaternes vanskeligheder mod kulde, stadige bombardementer, vanskelige indkvarteringsforhold og et efterhånden svigtende forsvar. Der er dog også lyspunkter såsom kongebesøg i skanserne, teaterforestilling i Sønderborg og feltpostens udlevering. Under henvisning til den stadige mere håbløse situation i Dybbøl, anmoder hæren om at måtte rømme skanserne, hvilket afslås af regeringen af hensyn til den kommende Londonkonference. Herefter følger stormen på Dybbøl og tilbagetrækningen til Als. Der aflægges besøg i de sønderskudte skanser. Suenson sejrer ved Helgoland. Fjenden besætter hele Jylland. Der sluttes våbenhvile, men den efterfølgende stormagtskongres i London bryder sammen på spørgsmålet om Slesvigs deling. Krigen fortsætter og fjendens overgang til Als kan ikke forhindres. Monrad afløses af Bluhme, der indleder forhandlinger med fjenden. Fredsslutningen.